# Галоча, Альба
А́льба Гало́ча (исп. Alba Galocha; род. 17 января 1990, Сантьяго-де-Компостела) — испанская фотомодель, актриса и блогер.

## Биография
Родилась в 1990 году в Сантьяго-де-Компостела в семье профессора местного университета.
В 2008 году переехала в Мадрид, училась в Европейском институте дизайна.
В 2010 году снялась для каталога дизайнерской одежды испанского бренда Malababa. С 2011 года вела блог о моде.
В 2012 году получила награду «Лучшая модель» на Мадридской неделе моды. Её фотография с актёром Уго Сильвой вышла на обложке сентябрьского номера испанского журнала Vanidad. В 2013 году рекламировала товары испанской компании Loewe.
В 2014 году участвовала в показе коллекции одежды Louis Vuitton в Париже. В 2015 году снялась в фотосессии для испанского издания журнала Vogue, в 2018 году — для португальской версии.
Имеет относительно невысокий для модельного бизнеса рост — 171 см.
Снялась в нескольких испанских фильмах; в 2019 году исполнила роль королевы Испании Хуаны I Безумной в американо-британском телесериале «Испанская принцесса».

## Фильмография
- Jewel Power for Freedom Lovers (2014)
- Plan de fuga (2016)
- No culpes al karma de lo que te pasa por gilipollas (2016)
- El hombre de las mil caras (2016)
- Si tu voyais son coeur (2017)
- La zona (2017)
- Испанская принцесса (2019) — Хуана I Безумная